# Meldric Daluz
Meldric St. Clair Daluz (Calcutta, 1 februari 1921 - Harrow, 2 augustus 2011) was een Indiaas hockeyer.
Daluz won in 1952 met de Indiase ploeg de olympische gouden medaille. Daluz kwam alleen in actie in de kwartfinale.

## Resultaten
- 1952  Olympische Zomerspelen in Helsinki